# زاغی ایبریایی

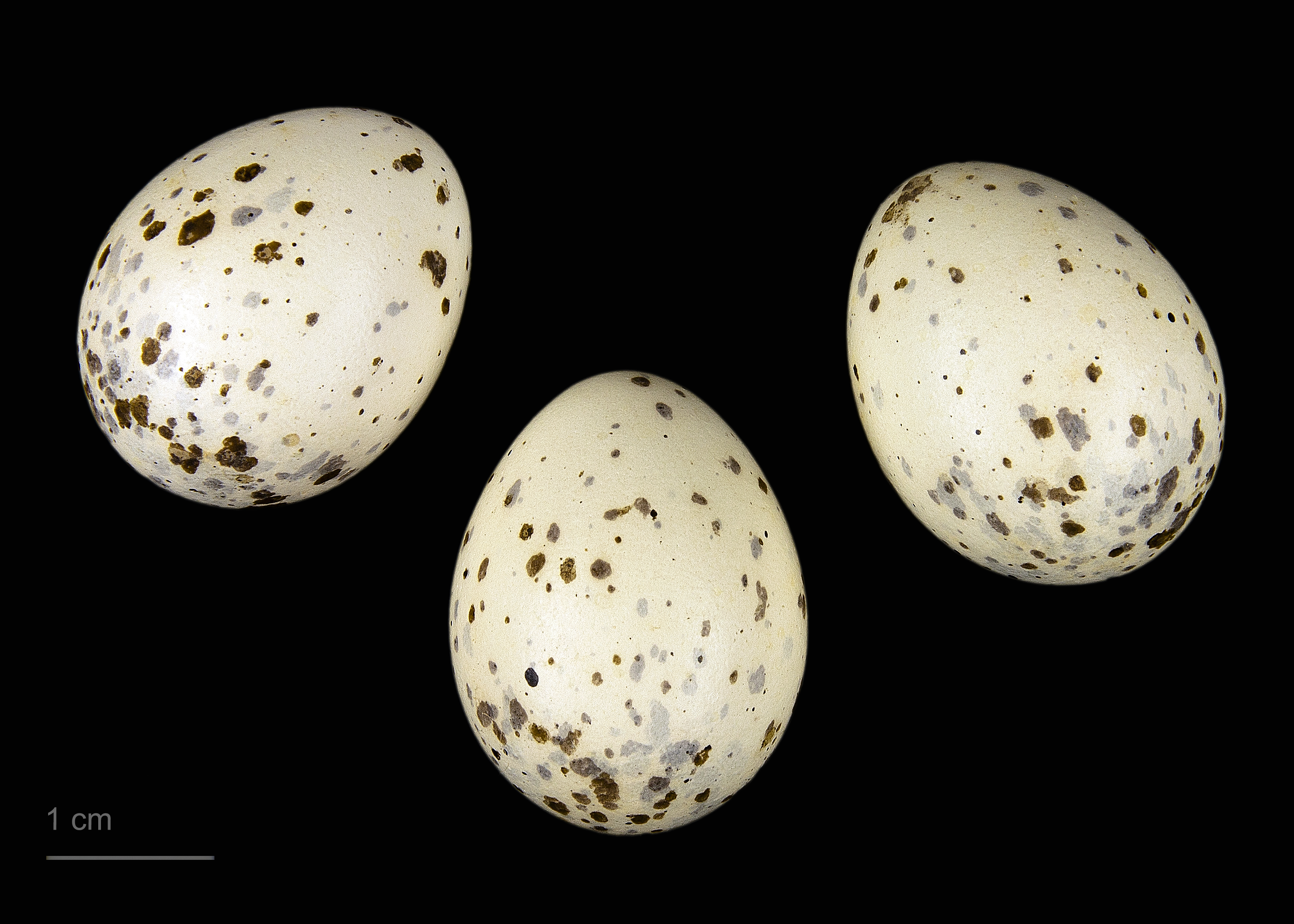
Cyanopica cooki

زاغی ایبریایی (نام علمی: Cyanopica cooki) نام یک گونه از تیره کلاغان است.